# Station Kuraitaji
Kuraitaji is een spoorwegstation in de Indonesische provincie West-Sumatra.

## Bestemmingen
- Sibinuang: naar Station Pariaman en Station Padang